# Forges (Charente-Maritime)
Forges település Franciaországban, Charente-Maritime megyében. Lakosainak száma 1323 fő (2022. január 1.). Forges Aigrefeuille-d’Aunis, Chambon, Landrais, Le Thou és Virson községekkel határos.

## Népesség
A település népességének változása:
| Lakosok száma | 718  | 805  | 786  | 1092 | 1237 | 1272 | 1301 | 1316 | 1321 | 1323 |
|               | 1968 | 1982 | 1990 | 2006 | 2013 | 2015 | 2017 | 2019 | 2020 | 2022 |